# Butch Ballard
George Edward "Butch" Ballard, född 26 december 1918, död 1 oktober 2011, var en amerikansk jazztrummis som under sin långa karriär spelade med legender som Fats Waller, Louis Armstrong, Count Basie och Duke Ellington. Tillsammans med Ellington spelade Ballard bland annat in klassikern Satin Doll. Han uppträdde flitigt på olika scener tillsammans med stora namn som John Coltrane, Ella Fitzgerald, Sarah Vaughan, Dinah Washington och Pearl Bailey. 